# اونانو
اونانو (به ایتالیایی: Onano) یک کومونه در ایتالیا است که در استان ویتربو واقع شده‌است.

## خصوصیات
اونانو ۲۴٫۶ کیلومترمربع مساحت و ۱٬۰۹۶ نفر جمعیت دارد و ۵۱۰ متر بالاتر از سطح دریا واقع شده‌است.